# Listă de aeronave militare ale Puterilor Centrale
Aceasta este o listă a aeronavelor militare din Primul Război Mondial ale Puterilor Centrale organizate după țara de origine.
Traducere din limba engleză:
bomber - bombardier
experimental - în fază de experiment
fighter - avion de vânătoare 
night bomber - bombardier de noapte
patrol seaplane - hidroavioane
submarine aircraft - avion transportat de submarin
reconnaissance - recunoaștere
torpedo bomber - bombardier cu torpile
trainer - antrenament
training airship - antrenament
U-boat aircraft - avion transportat de submarin

## Austro-Ungaria

### Tipul A & B (monoplane și biplane neînarmate)
- Aviatik B.III (1916)
- Etrich Taube (1911)
- Fokker B.I (1915)[1]
- Fokker B.II (1916)[1]
- Fokker B.III – reconnaissance/fighter[2]
- Hansa-Brandenburg B.I (1914)
- Lohner B.I (1912)
- Lohner B.II (1913)
- Lohner B.III
- Lohner B.IV
- Lohner B.V
- Lohner B.VI
- Lohner B.VII (1915)

### Tipul C(biplane înarmate)
- Aviatik (Ö) C.I (1916)
- Hansa-Brandenburg C.I
- Knoller C.I (1916)
- Knoller C.II (1916)
- Lloyd C.I (1914)
- Lloyd C.II (1915)
- Lloyd C.III
- Lloyd C.IV
- Lloyd C.V (1917)
- Lohner C.I (1916)
- Phonix C.I (1918)

### Tipul D(Doppeldecker)
- Aviatik (Berg) D.I (1917)
- Aviatik (Berg) D.II (1917)
- Hansa-Brandenburg D.I (1916)
- Phönix D.I (1917)
- Phönix D.II
- Phönix D.III
- Fokker DRI triplane

### Tipul G (Grossflugzeuge– bombardiere mari)
- Hansa-Brandenburg G.I (1917)

### Hidroavioane
- Lohner L (1915)
- Hansa-Brandenburg CC (1916)[note 1]
- Hansa-Brandenburg W.13[3]

## Bulgaria
În lipsa unei industrii aviatice indigene capabilă să producă aeronave militare, Bulgaria s-a bazat în primul rând pe aeronavele de luptă importate din Germania.

## Germania

### Tipul A & B(monoplane și biplane neînarmate)
- AEG B.I (1914)[4]
- AEG B.II (1914)[4]
- AEG B.III (1915)[5]
- Albatros B.I (1913)[6]
- Albatros B.II (1914)[7]
- Albatros B.III (1915)[6]
- Aviatik B.I (1914)[8]
- Aviatik B.II (1914)[9]
- BFW Monoplane[10] 1918
- DFW B.I (1914)[11]
- DFW B.II[12]
- DFW Mars (1913)
- Euler B.I
- Euler B.II[13]
- Euler B.III[13]
- Fokker A.I[14]
- Fokker A.II[15]
- Fokker A.III (1915)[15]
- Fokker M.7[16]
- Germania type B (1915)[17]
- Gödecker B type[18]
- Gotha LD.1/2/6/7[19]
- Gotha LD.5[20]
- Gotha LE.3 Taube[21]
- Halberstadt type B[22]
- Halberstadt B.I[23]
- Halberstadt B.II[23]
- Halberstadt B.III[23]
- Hannuschke monoplane (1915)[24]
- Jeannin Taube (1914)[25]
- Jeannin biplane (1915)[25]
- LVG B.I[26]
- LVG B.II[27]
- LVG B.III[26]
- NFW B.I[28]
- Otto pusher (1914)[29]
- Otto B.I (1914)[30]
- Pfalz A.I & A.II (license-built Morane-Saulnier L)[31]
- Rumpler Taube (1911)[32]
- Rumpler 4A/B.I[33]
- Sablatnig B.I[34]

### Tipul C (biplane înarmate)
- AEG C.I (1915)
- AEG C.II (1915)[35]
- AEG C.III[35]
- AEG C.IV[36]
- AEG C.V[37]
- AEG C.VI
- AEG C.VII[38]
- AEG C.VIII[39]
- AEG C.VIII Dr – reconnaissance triplane[39]
- AGO C.I[40]
- AGO C.II[41]
- AGO C.III[42]
- AGO C.IV[43]
- AGO C.VII[44]
- AGO C.VIII[44]
- Albatros C.I (1915)[45]
- Albatros C.II[46]
- Albatros C.III (1916)[47]
- Albatros C.IV[48]
- Albatros C.V[49][50]
- Albatros C.VI[50]
- Albatros C.VII[51]
- Albatros C.VIII
- Albatros C.IX[52]
- Albatros C.X[53]
- Albatros C.XII[54]
- Albatros C.XIII[55]
- Albatros C.XIV[55]
- Albatros C.XV[56]
- Aviatik C.I (1916)[57]
- Aviatik C.II[9][57]
- Aviatik C.III
- Aviatik C.V[58]
- Aviatik C.VI[58]
- Aviatik C.VII
- Aviatik C.VIII[59]
- Aviatik C.IX[60]
- DFW C.I[61]
- DFW C.II[61]
- DFW C.IV[62]
- DFW C.V[63]
- DFW C.VI[64]
- Euler C[65]
- Fokker C.I
- Friedrichshafen C.I[66]
- Germania C.I[67]
- Germania C.II[68]
- Germania C.IV[17]
- Halberstadt C.I[23]
- Halberstadt C.III[69]
- Halberstadt C.V[70]
- Halberstadt C.VII[69]
- Halberstadt C.VIII[71]
- Halberstadt C.IX[72]
- Hannover C.I (license-built Aviatik C.I)
- LFG Roland C.II (1916)[73]
- LFG Roland C.III[74]
- LFG Roland C.V[75]
- LFG Roland C.VIII[76]
- LVG C.I[77]
- LVG C.II (1916)[78]
- LVG C.III[79]
- LVG C.IV[80]
- LVG C.V[81]
- LVG C.VI[82]
- LVG C.VII
- LVG C.VIII[83]
- LVG C.IX
- Otto C.I (1915)[84]
- Otto C.II[30]
- Pfalz C.I (license-built Rumpler C.IV)[85]
- Rumpler C.I & Ia[86]
- Rumpler C.III[87]
- Rumpler C.IV[88]
- Rumpler C.V[89]
- Rumpler C.VI
- Rumpler C.VII[90]
- Rumpler C.VIII[91]
- Rumpler C.IX[92]
- Rumpler C.X[93]
- Sablatnig C.I[94]
- Sablatnig C.II[95]
- Sablatnig C.III[96]

### Tipul CL (avioane de vânătoare cu 2 piloți)
- BFW CL.I[10]
- BFW CL.II[10]
- BFW CL.III[10]
- Daimler CL.I
- Halberstadt CL.II[97]
- Halberstadt CL.IV[98]
- Halberstadt CLS.I[72]
- Hannover CL.II[99]
- Hannover CL.III[100]
- Hannover CL.IV[101]
- Hannover CL.V[102]
- Junkers CL.I (1917)[103]

### Tipul D (Doppeldecker)
- AEG D.I (1917)[104]
- AGO DV.3 (1915)[105]
- Albatros D.I (1916)[106]
- Albatros D.II (1916)[106]
- Albatros D.III (1916)[107][note 2]
- Albatros D.IV (1916)[56]
- Albatros D.V & Va (1917)[108]
- Albatros D.VI
- Albatros D.VII[109]
- Albatros D.VIII
- Albatros D.IX (1918)[110]
- Albatros D.X[111]
- Albatros D.XI (1918)[112]
- Albatros D.XII (1918)[113]
- Aviatik D.I (license-built Halberstadt D.II)
- Aviatik D.II (1916)[114]
- Aviatik D.III (1917)[115]
- Aviatik D.IV[116]
- Aviatik D.V
- Aviatik D.VI (1918)[116]
- Aviatik D.VII (1918)[117]
- Caspar D.I[118]
- Daimler D.I (1918)[119]
- Daimler D.II
- DFW D.I[120]
- DFW D.II
- Euler D.I (1916)(copy of Nieuport)[121]
- Euler D.II[122]
- Fokker D.I (1916)[123]
- Fokker D.II (1916)[124]
- Fokker D.III (1916)[124]
- Fokker D.IV (1916)[123]
- Fokker D.V (1916)[125]
- Fokker D.VI (1918)[126]
- Fokker D.VII (1918)[127]
- Fokker D.VIII (monoplane originally E.V) (1918)[128]
- Friedrichshafen D.I[129]
- Friedrichshafen D.II
- Germania type C/K.D.D.[67]
- Halberstadt D.I[130]
- Halberstadt D.II (1915)[131]
- Halberstadt D.III (1916)[131]
- Halberstadt D.IV[132]
- Halberstadt D.V (1916)[133]
- Junkers D.I (1918)
- Kondor D.6 (1918)
- Kondor D.7 (1918)
- LFG Roland D.I (1916)[134]
- LFG Roland D.II & IIa (1916)[135]
- LFG Roland D.III (1916)[136]
- LFG Roland D.IV (also designated Dr.I) (1917)[137]
- LFG Roland D.V[138]
- LFG Roland D.VI (1917)[139]
- LFG Roland D.VII (1918)[140]
- LFG Roland D.VIII (1918)
- LFG Roland D.IX (1917)[141]
- LFG Roland D.XIII[142]
- LFG Roland D.XIV[143]
- LFG Roland D.XV (1918)[144]
- LFG Roland D.XVI (1918)[145]
- LFG Roland D.XVII (1918)[146]
- LVG D.II[147]
- LVG D.III[148]
- LVG D.IV[149]
- LVG D.V[150]
- LVG D.VI[151]
- Märkische D.I[152]
- Naglo D.II (1918)[153]
- Pfalz D type[154]
- Pfalz D.I (license-built LFG Roland D.I) (1916)
- Pfalz D.II & IIa (license-built LFG Roland D.II) (1916)
- Pfalz D.III & IIIa (1917)[155]
- Pfalz D.IV
- Pfalz D.VI (1917)[156]
- Pfalz D.VII (1917)[157]
- Pfalz D.VIII (1918)[158]
- Pfalz D.XII (1918)[159]
- Pfalz D.XIV[160]
- Pfalz D.XV (1918)[161]
- Rumpler D.I[162]
- Siemens-Schuckert D.I (1916)
- Siemens-Schuckert D.III (1918)
- Siemens-Schuckert D.IV (1918)
- Zeppelin-Lindau D.I (1918)

### Tipul Dr & F (Dreidecker– triplane înarmate)
- AEG Dr.I (1917)[163]
- Albatros Dr.I[164]
- Albatros Dr.II[165]
- Aviatik Dr.I
- DFW Dr.I[166]
- Euler Dr.I[122]
- Fokker Dr.I (also designated F.I) (1917)[167]
- Pfalz Dr.I (1917)[168]
- Pfalz Dr.II (1918)[85]
- Siemens-Schuckert DDr.I (1917)

### Tipul E (Eindecker– monoplane înarmate)
- Fokker E.I (1915)[169]
- Fokker E.II (1915)[169]
- Fokker E.III (1916)[169][note 3]
- Fokker E.IV (1916)[169]
- Fokker E.V (later redesignated D.VIII)[128]
- Junkers E.I (1916)[170]
- Kondor E.III (1918)
- LVG E.I (reconnaissance monoplane) (1915)
- NFW E.I[171]
- NFW E.II (1917)[172]
- Pfalz E.I (1915)[173]
- Pfalz E.II (1915)
- Pfalz E.III (converted Pfalz A.II) (1916)[174]
- Pfalz E.IV (1915)[175]
- Pfalz E.V (1916)[176]
- Pfalz E.VI (1916)

### Tipul G & K (Grossflugzeuge– bombardiere mari)
- AEG G.I/K.I (1915)[177]
- AEG G.II (1915)[177]
- AEG G.III (1915)[178]
- AEG G.IV (1916)[179][180]
- AEG G.V (1918)[181]
- Albatros G.I (1916)[182]
- Albatros G.II (1916)[182]
- Albatros G.III (1916)[183]
- Aviatik G.I
- Aviatik G.III
- Fokker K.I[184]
- Friedrichshafen G.I (1915)[185]
- Friedrichshafen G.II (1916)[185]
- Friedrichshafen G.III & IIIa (1917)[186][187]
- Friedrichshafen G.IV (1918)[187]
- Friedrichshafen G.V (1918)
- Gotha G.I (1915)[188]
- Gotha G.II (1916)[189]
- Gotha G.III (1916)[189]
- Gotha G.IV (1916)[190]
- Gotha G.V (1917)[191]
- Gotha G.VI (1918)[192]
- Gotha G.VII/GL.VII (1918)[193]
- Gotha G.VIII/GL.VIII (1918)[194]
- Gotha G.IX (1918)[194]
- Gotha G.X (1918)[22]
- Halberstadt G.I[195]
- LFG Roland G.I[196]
- LVG G.I[197]
- LVG G.II
- LVG G.III (aka Schütte-Lanz G.V) (1918)[198]
- Rumpler G.I (1915)[199]
- Rumpler G.II[200]
- Rumpler G.III[201]
- Schütte-Lanz G.I (1915)
- Schütte-Lanz G.V (aka LVG G.III)
- Siemens-Schuckert Forssman (1915)

### Tipul J (atac la sol)
- AEG PE (1918)[202]
- AEG DJ.I[203]
- AEG J.I (1916)[204]
- AEG J.II (1918)[204]
- AGO S.I (1918?)[105]
- Albatros J.I[205]
- Albatros J.II[206]
- Albatros J.III
- Junkers CL.I (1918)
- Junkers J.I

### Tipul N (nachtflugzeuge– bombardiere de noapte)
- AEG C.IVN[37]
- AEG N.I (1917)[181]
- Albatros C.VIII N[52]
- Albatros N.I (C.VII variant)[51]
- BFW N.I
- Friedrichshafen N.I[207]
- Sablatnig N.I[208]

### Tipul R (Riesenflugzeuge– bombardiere uriașe)
- AEG R.I (1916)[209]
- Aviatik R.III
- DFW R.I (1916)[210]
- DFW R.II (1918)[211]
- Linke-Hofmann R.I (1917)[212]
- Linke-Hofmann R.II (1919)[213]
- Siemens-Schuckert R.I (1915)
- Siemens-Schuckert R.II (1915)
- Siemens-Schuckert R.III (1915)
- Siemens-Schuckert R.IV (1916)
- Siemens-Schuckert R.V (1916)
- Siemens-Schuckert R.VI (1916)
- Siemens-Schuckert R.VII (1917)
- Siemens-Schuckert R.VIII (did not fly)
- Zeppelin-Staaken V.G.O.I (1915)
- Zeppelin-Staaken V.G.O.II (1915)
- Zeppelin-Staaken V.G.O.III (1915)
- Zeppelin-Staaken R.IV (1915)
- Zeppelin-Staaken R.V (1915)
- Zeppelin-Staaken R.VI (1916)
- Zeppelin-Staaken R.VII (1917)
- Zeppelin-Staaken R.XIV (1918)
- Zeppelin-Staaken R.XV (1918)
- Zeppelin-Staaken R.XVI (1918)
- Zeppelin-Lindau Rs.I (did not fly)
- Zeppelin-Lindau Rs.II (1916)
- Zeppelin-Lindau Rs.III (1917)
- Zeppelin-Lindau Rs.IV (1918)

### Tipul W sau alte hidroavioane (Wasser– hidroavioane plutitoare)
- Albatros W.1 (reconnaissance)[214]
- Albatros W.2 (reconnaissance)[215]
- Albatros W.3 (torpedo bomber)[216]
- Albatros W.4 (1916)(fighter)[217]
- Albatros W.5 (torpedo bomber)[218]
- Albatros W.8 (1918)(fighter)[219]
- Caspar U.1 (U-boat aircraft)
- Gotha WD.1 (reconnaissance)[220]
- Gotha WD.2/5/9/12/13/15 (reconnaissance)[221]
- Gotha WD.3 (reconnaissance)[222]
- Gotha WD.7 (reconnaissance)[223]
- Gotha WD.8 (reconnaissance)[224]
- Gotha WD.11 (torpedo bomber)[225]
- Gotha WD.14/20/22 (torpedo bombers)[226]
- Gotha WD.27 (reconnaissance)[227]
- Hansa-Brandenburg FB[228]
- Hansa-Brandenburg GDW (torpedo bomber)[229]
- Hansa-Brandenburg GNW (reconnaissance)[230]
- Hansa-Brandenburg GW (torpedo bomber)[231]
- Hansa-Brandenburg KW (reconnaissance)[232]
- Hansa-Brandenburg KDW (fighter)[233]
- Hansa-Brandenburg LW (reconnaissance)[234]
- Hansa-Brandenburg NW (reconnaissance)[235]
- Hansa-Brandenburg W (reconnaissance)[236]
- Hansa-Brandenburg W.11 (fighter)[237]
- Hansa-Brandenburg W.12 (1917)(fighter)[238]
- Hansa-Brandenburg W.19 (reconnaissance)[239]
- Hansa-Brandenburg W.20 (fighter)[240]
- Hansa-Brandenburg W.27 (fighter)[241]
- Hansa-Brandenburg W.29 (1918)(fighter)[242]
- Hansa-Brandenburg W.32 (fighter)[243]
- Hansa-Brandenburg W.33 (fighter)[244]
- Junkers CLS.I (fighter)[245]
- Kaiserliche Werft Danzig 404 (trainer)[246]
- Kaiserliche Werft Danzig 467 (trainer)[246]
- Kaiserliche Werft Danzig 1105 (trainer)[246]
- Kaiserliche Werft Danzig 1650 (reconnaissance)[246]
- Kaiserliche Werft Kiel 463 (trainer)[246]
- Kaiserliche Werft Wilhelmshaven 401 (trainer)[246]
- Kaiserliche Werft Wilhelmshaven 461 (trainer)[247]
- Kaiserliche Werft Wilhelmshaven 945 (fighter)[247]
- Kaiserliche Werft Wilhelmshaven 947 (reconnaissance)[247]
- LFG Roland WD (1917)(fighter)[248]
- LFG Roland W (reconnaissance)[248]
- Lübeck-Travemünde F.1 (reconnaissance)[249]
- Lübeck-Travemünde F.2 (reconnaissance)[250]
- Lübeck-Travemünde F.3/844 (fighter)[250]
- Lübeck-Travemünde F.4 (reconnaissance)[251]
- Oertz W 4[252]
- Oertz W 5[253]
- Oertz W 6[253]
- Oerta W 7[252]
- Oertz W 8[254]
- Rumpler 4E (1914)[255]
- Rumpler 6B (1916)(fighter/reconnaissance)[256]
- Sablatnig SF-1 (reconnaissance)[257]
- Sablatnig SF-2 (reconnaissance)[258]
- Sablatnig SF-3 (fighter)[259]
- Sablatnig SF-4 (fighter)[260]
- Sablatnig SF-5 (reconnaissance)[261]
- Sablatnig SF-7 (fighter)[34]
- Sablatnig SF-8 (trainer)[262]

### Experimental
- Albatros C.II
- Albatros L 3 (single seat reconnaissance)[263]
- Albatros L 9 (single seat reconnaissance)[264]
- Alter Type AI – fighter[265]
- Daimler L8 (fighter)[118]
- Daimler L9 (fighter)[266]
- Daimler L11 (fighter)[266]
- Daimler L14 (fighter)[11]
- DFW T.28 Floh (fighter)[267]
- Euler D (fighter)[121]
- Euler Dr.2 (fighter)[268]
- Euler Dr.3 (fighter)[268]
- Euler Dr.4 (fighter)[269]
- Euler Pusher Einsitzer (fighter)[65]
- Euler Quadruplane (fighter)[270]
- Fokker M.6 (1914)[16]
- Fokker V.1 (1916) (fighter)
- Fokker V.2 (fighter)[271]
- Fokker V.8 (5 wing fighter)[272]
- Fokker V.9 (fighter)[273]
- Fokker V.17 (fighter)[274]
- Fokker V.20 (fighter)[275]
- Fokker V.23 (fighter)[276]
- Fokker V.25 (fighter)[277]
- Fokker V.27 (fighter)[278]
- Germania JM (1916) (unarmed single seater)[68]
- Hansa-Brandenburg L.14 (fighter)[279]
- Hansa-Brandenburg L.16 (fighter)[279]
- Junkers J 1 (1915) (first all-metal aircraft)[170]
- Junkers J 2/E.I (1916)[170]
- LFG V 19 Straslund (submarine aircraft)[280]
- Rex 1915 Scout (1915)[281]
- Rex 1916 Scout (1916)[282]
- Rex 1917 Scout (1917)[281]
- Rumpler 7D (fighter)[283]
- Siemens-Schuckert D.II (1917)(experimental)[284]
- Siemens-Schuckert L.I (1918)
- Zeppelin-Lindau (Dornier) V1 (1916)

## Imperiul Otoman
În lipsa unei industrii aviatice indigene, Imperiul Otoman s-a bazat în primul rând pe aeronavele de luptă cumpărate de la germani, deși în prima parte a războiului au fost folosite și o serie de aeronave franceze achiziționate înainte de război.

### Citate
1. 1 2  Gray, 1970, p.339
2. ↑  Gray, 1970, pp.341-344
3. ↑  Gray, 1970, p.291
4. 1 2  Gray, 1970, p.232
5. ↑  Gray, 1970, p.233
6. 1 2  Gray, 1970, p.252
7. ↑  Gray, 1970, pp.17-19
8. ↑  Gray, 1970, p.279
9. 1 2  Gray, 1970, p.280
10. 1 2 3 4  Gray, 1970. pp.288-290
11. 1 2  Gray, 1970, p.317
12. ↑  Gray, 1970, p.318
13. 1 2  Gray, 1970, p.327
14. ↑  Gray, 1970, p.337
15. 1 2  Gray, 1970, p.334
16. 1 2  Gray, 1970, p.336
17. 1 2  Gray, 1970, p.387
18. ↑  Gray, 1970, p.390
19. ↑  Gray, 1970, pp.392-393 and 395-396
20. ↑  Gray, 1970, p.394
21. ↑  Gray, 1970, p.391
22. 1 2  Gray, 1970, p.417
23. 1 2 3 4  Gray, 1970, p.418
24. ↑  Gray, 1970, p.428
25. 1 2  Gray, 1970, p.429
26. 1 2  Gray, 1970, pp.169-172 & 472
27. ↑  Gray, 1970, pp.169-172
28. ↑  Gray, 1970, p.489
29. ↑  Gray, 1970, p.493
30. 1 2  Gray, 1970, p.495
31. ↑  Gray, 1970, p.496
32. ↑  Gray, 1970, p.511
33. ↑  Gray, 1970, pp.512-514
34. 1 2  Gray, 1970, p.537
35. 1 2  Gray, 1970, p.234
36. ↑  Grey, 1970, pp.3-5
37. 1 2  Gray, 1970, p.235
38. ↑  Gray, 1970, p.236
39. 1 2  Gray, 1970, p.237
40. ↑  Gray, 1970, p.247
41. ↑  Gray, 1970, pp.247-248
42. ↑  Gray, 1970, p.248
43. ↑  Gray, 1970, pp.13-16
44. 1 2  Gray, 1970, p.249
45. ↑  Gray, 1970, pp.20-23
46. ↑  Gray, 1970, p.254
47. ↑  Gray, 1970, pp.24-26
48. ↑  Gray, 1970, p.255
49. ↑  Gray, 1970, pp.27-30
50. 1 2  Gray, 1970, p.256
51. 1 2  Gray, 1970, pp.31-33
52. 1 2  Gray, 1970, p.257
53. ↑  Gray, 1970, pp.34-35
54. ↑  Gray, 1970, pp.36-38
55. 1 2  Gray, 1970, p.258
56. 1 2  Gray, 1970, p.259
57. 1 2  Gray, 1970, pp.59-63
58. 1 2  Gray, 1970, p.281
59. ↑  Gray, 1970, p.282
60. ↑  Gray, 1970, p.283
61. 1 2  Gray, 1970, p.319
62. ↑  Gray, 1970, p.320
63. ↑  Gray, 1970, pp.79-81
64. ↑  Gray, 1970, p.321
65. 1 2  Gray, 1970, p.328
66. ↑  Gray, 1970, p.384
67. 1 2  Gray, 1970, p.388
68. 1 2  Gray, 1970, p.389
69. 1 2  Gray, 1970, p.419
70. ↑  Gray, 1970, pp.143-145
71. ↑  Gray, 1970, p.420
72. 1 2  Gray, 1970, p.421
73. ↑  Gray, 1970, pp.158-161
74. ↑  Gray, 1970, p.445
75. ↑  Gray, 1970, p.446
76. ↑  Gray, 1970, p.447
77. ↑  Gray, 1970, pp.474 & 478
78. ↑  Gray, 1970, pp.173-175
79. ↑  Gray, 1970, p.475
80. ↑  Gray, 1970, p.476
81. ↑  Gray, 1970, pp.176-178
82. ↑  Gray, 1970, pp.179-182
83. ↑  Gray, 1970, p.477
84. ↑  Gray, 1970, p.494
85. 1 2  Gray, 1970, p.508
86. ↑  Gray, 1970, pp.195-198 & 515
87. ↑  Gray, 1970, p.516, 527
88. ↑  Gray, 1970, pp.199-201
89. ↑  Gray, 1970, p.517
90. ↑  Gray, 1970, pp.202-205
91. ↑  Gray, 1970, pp.206-208
92. ↑  Gray, 1970, pp.518-519
93. ↑  Gray, 1970, p.520
94. ↑  Gray, 1970, p.539
95. ↑  Gray, 1970, pp.540-541
96. ↑  Gray, 1970, p.542
97. ↑  Gray, 1970, pp.136-139
98. ↑  Gray, 1970, pp.140-142
99. ↑  Gray, 1970, pp.150-153
100. ↑  Gray, 1970, pp.150-153 & 425
101. ↑  Gray, 1970, p.426
102. ↑  Gray, 1970, p.427
103. ↑  Gray, 1970, p.432 & 434
104. ↑  Gray, 1970, p.238
105. 1 2  Gray, 1970, p.251
106. 1 2  Gray, 1970, pp.39-44
107. ↑  Gray, 1970, pp.45-48
108. ↑  Gray, 1970, pp.49-52
109. ↑  Gray, 1970, p.260
110. ↑  Gray, 1970, p.261
111. ↑  Gray, 1970, p.262
112. ↑  Gray, 1970, pp.263-264
113. ↑  Gray, 1970, pp.264-265
114. ↑  Gray, 1970, p.284
115. ↑  Gray, 1970, p.285
116. 1 2  Gray, 1970, p.286
117. ↑  Gray, 1970, p.287
118. 1 2  Gray, 1970, p.314
119. ↑  Gray, 1970, p.315
120. ↑  Gray, 1970, pp.322-323
121. 1 2  Gray, 1970, p.329
122. 1 2  Gray, 1970, p.330
123. 1 2  Gray, 1970, pp.87-90
124. 1 2  Gray, 1970, pp.91-94
125. ↑  Gray, 1970, pp.95-97
126. ↑  Gray, 1970, pp.102-104
127. ↑  Gray, 1970, pp.105-108
128. 1 2  Gray, 1970, pp.109-112
129. ↑  Gray, 1970, p.383
130. ↑  Gray, 1970, p.422
131. 1 2  Gray, 1970, pp.146-149
132. ↑  Gray, 1970, p.423
133. ↑  Gray, 1970, p.424
134. ↑  Gray, 1970, p.448
135. ↑  Gray, 1970, pp.162-165
136. ↑  Gray, 1970, p.449
137. ↑  Gray, 1970, p.450
138. ↑  Gray, 1970, p.451
139. ↑  Gray, 1970, pp.166-168 & 452-453
140. ↑  Gray, 1970, pp.454-455
141. ↑  Gray, 1970, pp.455-457
142. ↑  Gray, 1970, p.457
143. ↑  Gray, 1970, p.458
144. ↑  Gray, 1970, pp.458-460
145. ↑  Gray, 1970, pp.461-462
146. ↑  Gray, 1970, p.462
147. ↑  Gray, 1970, p.479
148. ↑  Gray, 1970, p.480
149. ↑  Gray, 1970, p.481
150. ↑  Gray, 1970, p.482
151. ↑  Gray, 1970, p.483
152. ↑  Gray, 1970, p.487
153. ↑  Gray, 1970, p.488
154. ↑  Gray, 1970, p.499
155. ↑  Gray, 1970, pp.187-190
156. ↑  Gray, 1970, p.500
157. ↑  Gray, 1970, pp.501-502
158. ↑  Gray, 1970, pp.502-503
159. ↑  Gray, 1970, pp.191-194
160. ↑  Gray, 1970, p.505
161. ↑  Gray, 1970, p.506
162. ↑  Gray, 1970, p.531
163. ↑  Gray, 1970, p.239
164. ↑  Gray, 1970, p.266
165. ↑  Gray, 1970, p.267
166. ↑  Gray, 1970, p.324
167. ↑  Gray, 1970, pp.98-101
168. ↑  Gray, 1970, p.507
169. 1 2 3 4  Gray, 1970, pp.82-86
170. 1 2 3  Gray, 1970, p.430
171. ↑  Gray, 1970, p.489-490
172. ↑  Gray, 1970, p.490
173. ↑  Gray, 1970, pp.183-186
174. ↑  Gray, 1970, p.497
175. ↑  Gray, 1970, p.498
176. ↑  Gray, 1970, pp.183-186 & 498
177. 1 2  Gray, 1970, p.241
178. ↑  Gray, 1970, p.242
179. ↑  Grey, 1970, pp.6-8
180. ↑  Gray, 1970, p.243
181. 1 2  Gray, 1970, p.244
182. 1 2  Gray, 1970, p.268
183. ↑  Gray, 1970, p.269
184. ↑  Gray, 1970, p.338
185. 1 2  Gray, 1970, p.381
186. ↑  Gray, 1970, pp.113-116
187. 1 2  Gray, 1970, p.382
188. ↑  Gray, 1970, pp.409-410
189. 1 2  Gray, 1970, p.411
190. ↑  Gray, 1970, pp.128-132
191. ↑  Gray, 1970, pp.128-132 & 412-413
192. ↑  Gray, 1970, p.413
193. ↑  Gray, 1970, pp.414-415
194. 1 2  Gray, 1970, p.416
195. ↑  Gray, 1970, p.425
196. ↑  Gray, 1970, p.463
197. ↑  Gray, 1970, p.485
198. ↑  Gray, 1970, p.486
199. ↑  Gray, 1970, pp.524-525
200. ↑  Gray, 1970, p.525
201. ↑  Gray, 1970, p.526
202. ↑  Gray, 1970, p.245
203. ↑  Gray, 1970, p.240
204. 1 2  Grey, 1970, pp.9-12
205. ↑  Gray, 1970, pp.53-55
206. ↑  Gray, 1970, p.270
207. ↑  Gray, 1970, p.385
208. ↑  Gray, 1970, p.543
209. ↑  Gray, 1970, p.246
210. ↑  Gray, 1970, p.325
211. ↑  Gray, 1970, p.326
212. ↑  Gray, 1970, p.466
213. ↑  Gray, 1970, p.467
214. ↑  Gray, 1970, p.273
215. ↑  Gray, 1970, p.274
216. ↑  Gray, 1970, p.275
217. ↑  Gray, 1970, pp.56-58
218. ↑  Gray, 1970, p.276
219. ↑  Gray, 1970, p.277
220. ↑  Gray, 1970, p.397
221. ↑  Gray, 1970, p.398-399, 402 & 404-406
222. ↑  Gray, 1970, p.398
223. ↑  Gray, 1970, p.400
224. ↑  Gray, 1970, p.401
225. ↑  Gray, 1970, p.403
226. ↑  Gray, 1970, pp.133-135 & 407-408
227. ↑  Gray, 1970, p.409
228. ↑  Gray, 1970, p.312
229. ↑  Gray, 1970, p.310
230. ↑  Gray, 1970, p.307
231. ↑  Gray, 1970, p.309
232. ↑  Gray, 1970, p.308
233. ↑  Gray, 1970, pp.64-67
234. ↑  Gray, 1970, p.305
235. ↑  Gray, 1970, p.306
236. ↑  Gray, 1970, p.304
237. ↑  Gray, 1970, p.290
238. ↑  Gray, 1970, pp.68-71
239. ↑  Gray, 1970, pp.72-74
240. ↑  Gray, 1970, pp.295-296
241. ↑  Gray, 1970, p.298
242. ↑  Gray, 1970, pp.75-78
243. ↑  Gray, 1970, p.300
244. ↑  Gray, 1970, p.301
245. ↑  Gray, 1970, p.435
246. 1 2 3 4 5 6  Gray, 1970, p.443
247. 1 2 3  Gray, 1970, pp.443-444
248. 1 2  Gray, 1970, p.464
249. ↑  Gray, 1970, p.469
250. 1 2  Gray, 1970, p.470
251. ↑  Gray, 1970, p.471
252. 1 2  Gray, 1970, p.491
253. 1 2  Gray, 1970, pp.491-492
254. ↑  Gray, 1970, pp.491 & 493
255. ↑  Gray, 1970, p.514
256. ↑  Gray, 1970, pp.521-522
257. ↑  Gray, 1970, p.532
258. ↑  Gray, 1970, p.533
259. ↑  Gray, 1970, p.534
260. ↑  Gray, 1970, p.535
261. ↑  Gray, 1970, p.536
262. ↑  Gray, 1970, p.538
263. ↑  Gray, 1970, p.271
264. ↑  Gray, 1970, p.272
265. ↑  Gray, 1970, p.278
266. 1 2  Gray, 1970, p.316
267. ↑  Gray, 1970, p.322
268. 1 2  Gray, 1970, p.331
269. ↑  Gray, 1970, p.332
270. ↑  Gray, 1970, p.333
271. ↑  Gray, 1970, pp.348
272. ↑  Gray, 1970, pp.351
273. ↑  Gray, 1970, pp.352
274. ↑  Gray, 1970, pp.355
275. ↑  Gray, 1970, pp.356
276. ↑  Gray, 1970, pp.357
277. ↑  Gray, 1970, pp.358
278. ↑  Gray, 1970, pp.360
279. 1 2  Gray, 1970, p.313
280. ↑  Gray, 1970, p.465
281. 1 2  Gray, 1970, p.510
282. ↑  Gray, 1970, p.509
283. ↑  Gray, 1970, pp.528-530
284. ↑  Siemens-Schuckert Werke S.S.W. D II accessdate:Sept 2014